# Kvalspelet till världsmästerskapet i fotboll 1982 (Conmebol)
Kvalspelet till världsmästerskapet i fotboll 1982 (CONMEBOL) är de kvalomgångar som avgör vilka tre sydamerikanska landslag som lyckas kvala in till VM 1982 i Spanien. Kvalserien bestod av totalt nio lag från Sydamerikanska fotbollsfederationen, och spelades under perioden 8 februari-13 september 1981. Argentina var direktkvalificerad till världsmästerskapet då de var regerande världsmästare.
Lagen delades in i tre grupper. Segraren ur varje grupp blev kvalificerade till VM 1986: Brasilien, Chile och Peru.

## Gruppspel

### Grupp 1
| Nr | Lag       | S | V | O | F | GM | IM | MS | P |
| -- | --------- | - | - | - | - | -- | -- | -- | - |
| 1  | Brasilien | 4 | 4 | 0 | 0 | 11 | 2  | +9 | 8 |
| 2  | Bolivia   | 4 | 1 | 0 | 3 | 5  | 6  | −1 | 2 |
| 3  | Venezuela | 4 | 1 | 0 | 3 | 1  | 9  | −8 | 2 |

|  | 8 februari | Venezuela | 0 – 1   | Brasilien       | Estadio Olímpico de la Ciudad Universitaria                       |                                                                   |
|  |            |           | (0 – 0) | Zico 82′ (str.) | Caracas, Venezuela Publik: 22 000 Domare: Ramón Barreto (Uruguay) | Caracas, Venezuela Publik: 22 000 Domare: Ramón Barreto (Uruguay) |
|  |            |           |         |                 | Caracas, Venezuela Publik: 22 000 Domare: Ramón Barreto (Uruguay) | Caracas, Venezuela Publik: 22 000 Domare: Ramón Barreto (Uruguay) |
|  |            |           |         |                 | Caracas, Venezuela Publik: 22 000 Domare: Ramón Barreto (Uruguay) | Caracas, Venezuela Publik: 22 000 Domare: Ramón Barreto (Uruguay) |

|  | 15 februari | Bolivia                               | 3 – 0   | Venezuela | Estadio Hernando Siles                                           |                                                                  |
|  |             | Aguilar 37′ Aragonés 67′ Reynaldo 84′ | (1 – 0) |           | La Paz, Bolivia Publik: 40 000 Domare: Valdez Barrios (Paraguay) | La Paz, Bolivia Publik: 40 000 Domare: Valdez Barrios (Paraguay) |
|  |             |                                       |         |           | La Paz, Bolivia Publik: 40 000 Domare: Valdez Barrios (Paraguay) | La Paz, Bolivia Publik: 40 000 Domare: Valdez Barrios (Paraguay) |
|  |             |                                       |         |           | La Paz, Bolivia Publik: 40 000 Domare: Valdez Barrios (Paraguay) | La Paz, Bolivia Publik: 40 000 Domare: Valdez Barrios (Paraguay) |

|  | 22 februari | Bolivia      | 1 – 2   | Brasilien                | Estadio Hernando Siles                                              |                                                                     |
|  |             | Aragonés 27′ | (1 – 1) | Sócrates 6′ Reinaldo 60′ | La Paz, Bolivia Publik: 45 000 Domare: Enrique Labo Revoredo (Peru) | La Paz, Bolivia Publik: 45 000 Domare: Enrique Labo Revoredo (Peru) |
|  |             |              |         |                          | La Paz, Bolivia Publik: 45 000 Domare: Enrique Labo Revoredo (Peru) | La Paz, Bolivia Publik: 45 000 Domare: Enrique Labo Revoredo (Peru) |
|  |             |              |         |                          | La Paz, Bolivia Publik: 45 000 Domare: Enrique Labo Revoredo (Peru) | La Paz, Bolivia Publik: 45 000 Domare: Enrique Labo Revoredo (Peru) |

|  | 15 mars | Venezuela  | 1 – 0   | Bolivia | Estadio Olímpico de la Ciudad Universitaria                               |                                                                           |
|  |         | Acosta 42′ | (1 – 0) |         | Caracas, Venezuela Publik: 25 000 Domare: Elías Jácome Guerrero (Ecuador) | Caracas, Venezuela Publik: 25 000 Domare: Elías Jácome Guerrero (Ecuador) |
|  |         |            |         |         | Caracas, Venezuela Publik: 25 000 Domare: Elías Jácome Guerrero (Ecuador) | Caracas, Venezuela Publik: 25 000 Domare: Elías Jácome Guerrero (Ecuador) |
|  |         |            |         |         | Caracas, Venezuela Publik: 25 000 Domare: Elías Jácome Guerrero (Ecuador) | Caracas, Venezuela Publik: 25 000 Domare: Elías Jácome Guerrero (Ecuador) |

|  | 22 mars | Brasilien          | 3 – 1   | Bolivia             | Maracanã                                                                |                                                                         |
|  |         | Zico 20′, 26′, 80′ | (2 – 0) | Aragonés 68′ (str.) | Rio de Janeiro, Brasilien Publik: 121 773 Domare: Gastón Castro (Chile) | Rio de Janeiro, Brasilien Publik: 121 773 Domare: Gastón Castro (Chile) |
|  |         |                    |         |                     | Rio de Janeiro, Brasilien Publik: 121 773 Domare: Gastón Castro (Chile) | Rio de Janeiro, Brasilien Publik: 121 773 Domare: Gastón Castro (Chile) |
|  |         |                    |         |                     | Rio de Janeiro, Brasilien Publik: 121 773 Domare: Gastón Castro (Chile) | Rio de Janeiro, Brasilien Publik: 121 773 Domare: Gastón Castro (Chile) |

|  | 29 mars | Brasilien                                             | 5 – 0   | Venezuela | Estádio Serra Dourada                                                      |                                                                            |
|  |         | Tita 35′, 57′ Sócrates 55′ Zico 72′ (str.) Júnior 84′ | (1 – 0) |           | Goiânia, Brasilien Publik: 34 229 Domare: Jorge Eduardo Romero (Argentina) | Goiânia, Brasilien Publik: 34 229 Domare: Jorge Eduardo Romero (Argentina) |
|  |         |                                                       |         |           | Goiânia, Brasilien Publik: 34 229 Domare: Jorge Eduardo Romero (Argentina) | Goiânia, Brasilien Publik: 34 229 Domare: Jorge Eduardo Romero (Argentina) |
|  |         |                                                       |         |           | Goiânia, Brasilien Publik: 34 229 Domare: Jorge Eduardo Romero (Argentina) | Goiânia, Brasilien Publik: 34 229 Domare: Jorge Eduardo Romero (Argentina) |

### Grupp 2
| Nr | Lag      | S | V | O | F | GM | IM | MS | P |
| -- | -------- | - | - | - | - | -- | -- | -- | - |
| 1  | Peru     | 4 | 2 | 2 | 0 | 5  | 2  | +3 | 6 |
| 2  | Uruguay  | 4 | 1 | 2 | 1 | 5  | 5  | 0  | 4 |
| 3  | Colombia | 4 | 0 | 2 | 2 | 4  | 7  | −3 | 2 |

|  | 26 juli | Colombia    | 1 – 1   | Peru        | Estadio El Campín                                                     |                                                                       |
|  |         | Herrera 64′ | (0 – 0) | La Rosa 86′ | Bogotá, Colombia Publik: 56 000 Domare: Arturo Ithurralde (Argentina) | Bogotá, Colombia Publik: 56 000 Domare: Arturo Ithurralde (Argentina) |
|  |         |             |         |             | Bogotá, Colombia Publik: 56 000 Domare: Arturo Ithurralde (Argentina) | Bogotá, Colombia Publik: 56 000 Domare: Arturo Ithurralde (Argentina) |
|  |         |             |         |             | Bogotá, Colombia Publik: 56 000 Domare: Arturo Ithurralde (Argentina) | Bogotá, Colombia Publik: 56 000 Domare: Arturo Ithurralde (Argentina) |

|  | 9 augusti | Uruguay                  | 3 – 2   | Colombia                  | Estadio Centenario                                                    |                                                                       |
|  |           | Paz 20′ Morales 80′, 88′ | (1 – 1) | Sarmiento 40′ Herrera 59′ | Montevideo, Uruguay Publik: 71 000 Domare: Oscar Scolfaro (Brasilien) | Montevideo, Uruguay Publik: 71 000 Domare: Oscar Scolfaro (Brasilien) |
|  |           |                          |         |                           | Montevideo, Uruguay Publik: 71 000 Domare: Oscar Scolfaro (Brasilien) | Montevideo, Uruguay Publik: 71 000 Domare: Oscar Scolfaro (Brasilien) |
|  |           |                          |         |                           | Montevideo, Uruguay Publik: 71 000 Domare: Oscar Scolfaro (Brasilien) | Montevideo, Uruguay Publik: 71 000 Domare: Oscar Scolfaro (Brasilien) |

|  | 16 augusti | Peru                           | 2 – 0   | Colombia | Estadio Nacional del Perú                                      |                                                                |
|  |            | Barbadillo 5′ Uribe 72′ (str.) | (1 – 0) |          | Lima, Peru Publik: 45 000 Domare: Llobregat Vicedo (Venezuela) | Lima, Peru Publik: 45 000 Domare: Llobregat Vicedo (Venezuela) |
|  |            |                                |         |          | Lima, Peru Publik: 45 000 Domare: Llobregat Vicedo (Venezuela) | Lima, Peru Publik: 45 000 Domare: Llobregat Vicedo (Venezuela) |
|  |            |                                |         |          | Lima, Peru Publik: 45 000 Domare: Llobregat Vicedo (Venezuela) | Lima, Peru Publik: 45 000 Domare: Llobregat Vicedo (Venezuela) |

|  | 23 augusti | Uruguay       | 1 – 2   | Peru                  | Estadio Centenario                                                  |                                                                     |
|  |            | Victorino 67′ | (0 – 1) | La Rosa 39′ Uribe 47′ | Montevideo, Uruguay Publik: 75 000 Domare: Silvagno Cavanna (Chile) | Montevideo, Uruguay Publik: 75 000 Domare: Silvagno Cavanna (Chile) |
|  |            |               |         |                       | Montevideo, Uruguay Publik: 75 000 Domare: Silvagno Cavanna (Chile) | Montevideo, Uruguay Publik: 75 000 Domare: Silvagno Cavanna (Chile) |
|  |            |               |         |                       | Montevideo, Uruguay Publik: 75 000 Domare: Silvagno Cavanna (Chile) | Montevideo, Uruguay Publik: 75 000 Domare: Silvagno Cavanna (Chile) |

|  | 6 september | Peru | 0 – 0 | Uruguay | Estadio Nacional del Perú                                          |  |
|  |             |      |       |         | Lima, Peru Publik: 45 000 Domare: Arnaldo Cézar Coelho (Brasilien) |  |
|  |             |      |       |         |                                                                    |  |
|  |             |      |       |         |                                                                    |  |

|  | 13 september | Colombia    | 1 – 1   | Uruguay              | Estadio El Campín                                                       |                                                                         |
|  |              | Herrera 12′ | (1 – 1) | Victorino 43′ (str.) | Bogotá, Colombia Publik: 10 000 Domare: José Roberto Wright (Brasilien) | Bogotá, Colombia Publik: 10 000 Domare: José Roberto Wright (Brasilien) |
|  |              |             |         |                      | Bogotá, Colombia Publik: 10 000 Domare: José Roberto Wright (Brasilien) | Bogotá, Colombia Publik: 10 000 Domare: José Roberto Wright (Brasilien) |
|  |              |             |         |                      | Bogotá, Colombia Publik: 10 000 Domare: José Roberto Wright (Brasilien) | Bogotá, Colombia Publik: 10 000 Domare: José Roberto Wright (Brasilien) |

### Grupp 3
| Nr | Lag      | S | V | O | F | GM | IM | MS | P |
| -- | -------- | - | - | - | - | -- | -- | -- | - |
| 1  | Chile    | 4 | 3 | 1 | 0 | 6  | 0  | +6 | 7 |
| 2  | Ecuador  | 4 | 1 | 1 | 2 | 2  | 5  | −3 | 3 |
| 3  | Paraguay | 4 | 1 | 0 | 3 | 3  | 6  | −3 | 2 |

|  | 17 maj | Ecuador     | 1 – 0   | Paraguay | Estadio Modelo                                                     |                                                                    |
|  |        | Klinger 49′ | (0 – 0) |          | Guayaquil, Ecuador Publik: 55 000 Domare: Luis Barrancos (Bolivia) | Guayaquil, Ecuador Publik: 55 000 Domare: Luis Barrancos (Bolivia) |
|  |        |             |         |          | Guayaquil, Ecuador Publik: 55 000 Domare: Luis Barrancos (Bolivia) | Guayaquil, Ecuador Publik: 55 000 Domare: Luis Barrancos (Bolivia) |
|  |        |             |         |          | Guayaquil, Ecuador Publik: 55 000 Domare: Luis Barrancos (Bolivia) | Guayaquil, Ecuador Publik: 55 000 Domare: Luis Barrancos (Bolivia) |

|  | 24 maj | Ecuador | 0 – 0 | Chile | Estadio Modelo                                                             |  |
|  |        |         |       |       | Guayaquil, Ecuador Publik: 55 000 Domare: Juan Daniel Cardellino (Uruguay) |  |
|  |        |         |       |       |                                                                            |  |
|  |        |         |       |       |                                                                            |  |

|  | 31 maj | Paraguay                                | 3 – 1   | Ecuador    | Estadio Defensores del Chaco                                         |                                                                      |
|  |        | Michelagnoli 47′ Morel 64′ Romerito 81′ | (0 – 0) | Nieves 88′ | Asunción, Paraguay Publik: 37 000 Domare: Cerullo Giuliano (Uruguay) | Asunción, Paraguay Publik: 37 000 Domare: Cerullo Giuliano (Uruguay) |
|  |        |                                         |         |            | Asunción, Paraguay Publik: 37 000 Domare: Cerullo Giuliano (Uruguay) | Asunción, Paraguay Publik: 37 000 Domare: Cerullo Giuliano (Uruguay) |
|  |        |                                         |         |            | Asunción, Paraguay Publik: 37 000 Domare: Cerullo Giuliano (Uruguay) | Asunción, Paraguay Publik: 37 000 Domare: Cerullo Giuliano (Uruguay) |

|  | 7 juni | Paraguay | 0 – 1   | Chile     | Estadio Defensores del Chaco                                          |                                                                       |
|  |        |          | (0 – 0) | Yáñez 70′ | Asunción, Paraguay Publik: 46 178 Domare: Carlos Espósito (Argentina) | Asunción, Paraguay Publik: 46 178 Domare: Carlos Espósito (Argentina) |
|  |        |          |         |           | Asunción, Paraguay Publik: 46 178 Domare: Carlos Espósito (Argentina) | Asunción, Paraguay Publik: 46 178 Domare: Carlos Espósito (Argentina) |
|  |        |          |         |           | Asunción, Paraguay Publik: 46 178 Domare: Carlos Espósito (Argentina) | Asunción, Paraguay Publik: 46 178 Domare: Carlos Espósito (Argentina) |

|  | 14 juni | Chile                 | 2 – 0   | Ecuador | Estadio Nacional                                                       |                                                                        |
|  |         | Rivas 10′ Caszely 50′ | (1 – 0) |         | Santiago, Chile Publik: 72 290 Domare: Gilberto Aristizábal (Colombia) | Santiago, Chile Publik: 72 290 Domare: Gilberto Aristizábal (Colombia) |
|  |         |                       |         |         | Santiago, Chile Publik: 72 290 Domare: Gilberto Aristizábal (Colombia) | Santiago, Chile Publik: 72 290 Domare: Gilberto Aristizábal (Colombia) |
|  |         |                       |         |         | Santiago, Chile Publik: 72 290 Domare: Gilberto Aristizábal (Colombia) | Santiago, Chile Publik: 72 290 Domare: Gilberto Aristizábal (Colombia) |

|  | 21 juni | Chile                           | 3 – 0   | Paraguay | Estadio Nacional                                                        |                                                                         |
|  |         | Caszely 10′ Yáñez 11′ Neira 28′ | (3 – 0) |          | Santiago, Chile Publik: 75 075 Domare: Romualdo Arppi Filho (Brasilien) | Santiago, Chile Publik: 75 075 Domare: Romualdo Arppi Filho (Brasilien) |
|  |         |                                 |         |          | Santiago, Chile Publik: 75 075 Domare: Romualdo Arppi Filho (Brasilien) | Santiago, Chile Publik: 75 075 Domare: Romualdo Arppi Filho (Brasilien) |
|  |         |                                 |         |          | Santiago, Chile Publik: 75 075 Domare: Romualdo Arppi Filho (Brasilien) | Santiago, Chile Publik: 75 075 Domare: Romualdo Arppi Filho (Brasilien) |